# 鷹木信悟
鷹木 信悟（たかぎ しんご、1982年11月21日 - ）は、日本の男性プロレスラー、YouTuber。山梨県中央市出身。新日本プロレス所属。血液型O型。

## 所属
- DRAGON GATE（2004年10月3日 - 2018年10月7日）
- フリー（2018年10月8日 - 2021年9月5日）
- 新日本プロレス（2021年9月5日 - ）

## 経歴

### デビュー以前
3人きょうだいの末っ子として山梨県の中巨摩郡で生まれる。少年期の鷹木は友人に言わせると「ジャイアンとクレヨンしんちゃんを足して2で割った性格」という自由奔放な性格であり、機械が苦手でゲームを好まない一方で友達と野球やサッカーを行うなど外遊びが好きであった。子供の頃は夏でも冬でも1年中ずっと半袖半ズボンで過ごすというポリシーがあった。小学生時代の鷹木は朝早く登校すると始業までの間に相撲大会を開き自分が常に優勝をかっさらう、2年生から始めた少年野球では代打の切り札として活躍するなど、スポーツで後にプロレスラーとして発揮する能力の片鱗を見せた。何かと負けず嫌いであり、勉強が苦手で小学校のテストで10点から30点しか取れなかったので先生からたっぷり叱られ、それで負けん気に火が付いて勉強を頑張り、漢字テストで満点を連発してクラスで成績1位になり周囲を驚かせることもした。強くなりたいという願望は子供の頃から持っていたが、喧嘩好きというわけではなく、むしろ争い事は嫌いであった。しかし、目立つ存在であったため上級生から目を付けられることがあり、父親からは「先に手を出すな」と言われたが、その代わり、「先にやられたら倍にしてやり返せ。ケンカには絶対負けるな」と言われていた。
中学校入学後、野球部に所属する傍らで週2回柔道の道場に通った。元々プロレスには興味があったがのめり込むほどではなく、当時プロレスラーという認識があったのはアントニオ猪木やジャイアント馬場くらいであった。だが、バラエティ番組に頻繁に出演する大仁田厚を見て「いちばん知名度があるプロレスラー」という認識が強くなり、中学1年生の時にレンタルビデオ店で借りた大仁田vs天龍源一郎のノーロープ有刺鉄線金網電流爆破デスマッチを見て「男の目指す最終地点はここだ」と思うようになった。本人はこの時の様子を「大仁田さんの熱血ぶり、天龍さんの無敵のオーラに惹かれましたね。本当に2人ともカッコいいと思った。でもあとから気づいたんですけど、僕がビデオを借りた時にはすでに大仁田さんは引退したあとだったんです。それで、ますます伝説のプロレスラーだと思いました。でも大仁田さんは今でもたまに試合していますよね（苦笑）」と話している。中学校の進路希望アンケートに「新日本プロレス、全日本プロレス、FMW」と記載するようなるほどプロレスラー志望が強くなったが、流石に親の反対に遭い、普通に高校進学することにした。
山梨県立市川高校在学中は柔道部に所属。柔道の道場でもプロレス技を練習するなどプロレス好きは相変わらずであった。主将を務めて関東大会出場を果たした。しかし、全国大会には出場していないので高校2年生の時に父親から「柔道でインターハイも行けないのに、プロの世界はそんなに甘いもんじゃない」と忠告されたこともある。卒業後はアニマル浜口レスリング道場に通いながら、肉体作りを学ぶためトレーナー専門学校に進学し、肉体作りに必要なトレーニング理論を学んだ。専門学校に入学したのは「プロレスで挫折しても普通に働くことができるように学校へ行け」と父に勧められたためであり、アニマル浜口道場の存在は高校の担任に「どうやったらプロレスラーになれるか知りたければ図書館で調べてこい」と言われて実際に本を見つけて調べたことで知った。アニマル浜口道場時代はボディビル大会に出場したが納得のいくような結果が得られなかったので翌年にもう一度チャレンジして優勝を果たしており、またレスリングの大会でも結果を残している。浜口道場時代にはまた内藤哲也、KAI、植田使徒などと共に過ごし、スパーリングも行ったことがある。

### DRAGON GATE

#### 新人時代
アニマル浜口道場で3年間を過ごしたのちに、DRAGON GATE（当時は闘龍門）に入門。21歳の時に闘龍門の試合を見るまで闘龍門の存在は知らず、闘龍門との出会いについては後年「正直、興味はありませんでした。初めて観てなんだこれは?と。今まで観てきたプロレスとはまったく違う空間が広がっていたんですよね。衝撃だったというか、見るものを惹きつけるものがリング上に広がっていました。会場の雰囲気も良かったというか。それで思ったんです。自分もこの空間の中に入りたいな」と鷹木は述懐している。同期にB×Bハルク、戸澤陽、カツオ（大野勇樹）がいた。闘龍門に入門した当初練習生はウエイトトレーニングを禁止されていたが、合同練習が終わった後などで隠れてジム通いを行っていた。すると、偶々そのジムでドン・フジイと会ってそこで訳を説明し、以来ウエイトトレーニングを許され、CIMAに頼み込んでミッドブレス（フィットネスジム）に通わせてもらうなどした。入門から半年後の2004年10月3日、博多スターレーン興行における対近藤修司・"brother"YASSHI・菅原拓也戦でプロレスデビューした。鷹木のパートナーはCIMA、TARUであった。デビュー戦について鷹木は後に「あの時はボコボコにされましたね。こんな試合を年間200試合も続けるのかと気が遠くなった。でもこんな所で挫けてはいられない。”ちくしょう、やってやる!”って思いはありましたよ。」と振り返っている。旧闘龍門JAPAN勢中心の同団体からデビューした初の新人レスラーであったが、鍛え上げられた体躯は新人離れしており、デビュー1年後の2005年には望月成晃の持つドリームゲートに挑戦、年末のKING OF GATEでもベスト4まで勝ち上がるなど、団体のトップレスラーに駆け上がった。
試合後のインタビューの最中に「では、トレーニングに行きましょう!」（チームメイトのCIMA・土井「これからかいな…」）と言い出すほどの筋肉バカキャラで、入場時には曲に合わせてマスキュラーポーズなどを披露している。
2006年5月からはDRAGON GATEから離れ無期限の単身アメリカ修行をし、7月の神戸ワールド記念ホール大会に一時帰国し吉江豊と対戦した。遠征先での怪我でしばらく休んでいたが、9月半ばよりアメリカでのリングネームを鷹木信悟からSHINGOと改名し復帰。
2007年4月17日の後楽園大会に突如現れ、B×Bハルク、サイバー・コング、YAMATOとの新ユニットNEW HAZARD結成と5月からの日本マット完全復帰を宣言。4月28日に森嶋猛が持っていたROH世界ヘビー級王座に挑むも敗北した。同年7月の神戸ワールド記念ホールではB×Bハルク、サイバー・コングと共にオープン・ザ・トライアングルゲートを奪取した。同年11月にGammaを下してCIMAの持つオープン・ザ・ドリームゲートへの挑戦権を獲得する。大阪府立体育会館でCIMAと激闘を繰り広げるが、最後はCIMAのホルヘ・コンプリートの前に敗れた。
2008年4月17日の後楽園ホールで、5月の愛知県体育館大会で行われるマスカラ・コントラ・カベジェラ金網エスケープマッチでハルクが坊主にならない事を条件にハルクダンスを踊ることをサイバー・コングと共に公約。5月14日の後楽園ホール大会では公約通りダンスを踊ったが、ダンスの途中でハルクに攻撃。衣装を脱ぐと下にはNEW HAZARDカラーの赤ではなく、マッスルカラーの青のコスチュームを身に着けていた。この試合でサイバー・コングと共にマッスルアウトローズと結託し、REAL HAZARDとしてヒールターンした。
その後、鷹木はハルクとドリームゲート王座次期挑戦権をかけてシングルマッチを行うも死闘の末、DRAGON GATE史上初の60分時間切れ引き分けという結果に終わる。さらにドリームゲート王者であるCIMAが怪我の悪化のためベルトを返上することになり、2008年7月27日の神戸ワールド記念ホール大会でドリームゲート王座をかけて再戦が決定した。

#### オープン・ザ・ドリームゲート王者へ
年間最大大会である神戸ワールド記念ホール大会のメインを、闘龍門時代を経験していない新世代同士が戦うという異例のシチュエーションの中、35分を越える激戦を繰り広げ、ついにドリームゲート王座を戴冠した。しかし試合後、REAL HAZARDのメンバー達と言い争いになりユニットから追放されるが、ドラゴン・キッド、斎藤了らTyphoonに共闘を呼びかけられる。難色を示したが、アンソニー・W・森の張り手と罵倒により渋々共闘していくことになった。この試合で右肩を負傷し、本来ならば欠場してもおかしくない状況であったが、負傷を公表することなく無理を押して試合に出場し続けた。そのためドリーム王者時代が一番苦しい時期であったと本人は後に振り返る。
2008年8月31日の博多スターレーン興行で、サイバー・コングを相手にドリームゲート王座防衛に成功。これは初防衛となった。試合後、WORLD-1入りを谷嵜なおきに打診されるが、改めてタッグリーグで組んだドラゴン・キッドの所属するTyphoon入りを宣言。しかし、CIMAと横須賀享はこのことを帰国するまで知らされておらず、鷹木自身も我関せず的な態度を示したため、Typhoon内での亀裂を生んだ。
9月28日の福井大会で、新人時代に挑んで敗北したTAKAみちのくとドリームゲート王座を賭けて対戦し、王座防衛に成功。11月16日の大阪大会では同じTyphoonに所属する横須賀享とドリームゲート王座のタイトルマッチを行い勝利するが、行き過ぎた自己中心的な発言の数々が原因で斎藤了にTyphoon追放を言い渡された。
KING OF GATE2008は「高みの見物」として不参加。12月28日の福岡大会において、同大会で優勝した土井成樹を相手にドリームゲート防衛戦を行うも、マスキュラーボムの前に敗れ、王座陥落。

#### KAMIKAZE結成
2008年12月19日に岩佐拓、戸澤と新ユニットを結成すると発表、2009年1月11日にキッドが加入し新ユニット『KAMIKAZE』を立ち上げた。2010年5月の両国国技館大会で復帰したサイバー・コングと組み、CIMAとGammaの持つオープン・ザ・ツインゲート統一タッグ王座に挑戦し、見事に奪取する。鷹木も一時期のスランプから完全に抜け出すことに成功した。
7月のワールド記念ホール大会でハルクとカベジェラ戦を行い勝利したが、右肩を負傷。12月26日の福岡国際センターでオープン・ザ・ツインゲート統一タッグ王座次期挑戦者チーム決定3WAYタッグマッチをサイバー・コングと挑むが敗戦、さらに右肩の負傷を原因に一時戦線離脱した。
2011年3月1日の後楽園ホール大会で行われたKAMIKAZEとBlood WARRIORSの敗者復活サバイバルイリミネーションマッチ3対4でYAMATOに4人目として呼び込まれ電撃復帰。KING OF GATE2011は初戦で望月成晃に敗れるが望月軍(仮)に入ることを決めた。しかし因縁のあるハルクとタッグを無理矢理組まされるなどタッグとしても成立しない場合が多く、結果ハルクはヒールターンした。
ユニット解散後はどこにも属さずにYAMATOと2人で試合を行い、敗戦が続くなどスランプに陥っていたが、後輩である富永千浩に「勝ち急いでいる」と目覚めさせられ、2012年4月にYAMATO、富永、三代目超神龍と新ユニット「暁 〜AKATSUKI〜」を結成した。7月にYAMATOとのタッグでオープン・ザ・ツインゲート統一タッグ王座を奪取。12月23日福岡国際センターで王者CIMA・挑戦者鷹木・ハルクというオープン・ザ・ドリームゲート3wayマッチに挑戦。ドリームゲートでは初の3wayマッチだった。敗れはしたものの、新世代の意地を見せた。
2013年5月には再びツインゲートを獲得したがこの頃からYAMATOと衝突を繰り返すようになり、6月の戸澤・ハルクとのタイトルマッチで遂にYAMATOに裏切られ、王座を失った。しかし7月にはオープン・ザ・ドリームゲートに挑戦し、CIMAを破って2度目のドリームゲート戴冠を果たした。15度の防衛で長期政権を築いていたCIMAを破ったこの試合は「新時代の扉を開いた」と評された。

#### 浮沈 - 反撃
しかし直後の8月1日に、因縁のYAMATOが加入したMAD BLANKEYと鷹木が率いる暁との間でユニット解散マッチが行われ、敗退した暁は解散に追い込まれた。さらに8月23日にはYAMATOに敗北し、防衛0でドリームゲート王座も失ってしまった。鷹木自身「天国から地獄」と述べている。
その中でMAD BLANKEYを追放された戸澤と共闘を始め、さらに戸澤と行動を共にしたウーハー・ネイション、WORLD-1 INTERNATIONALの解散により吉野正人、しゃちほこBOY、リコシェも加わり、10月に6人で新ユニット「MONSTER EXPRESS」を結成した。12月には戸澤と組んでYAMATO・土井成樹からツインゲート王座を奪取し、因縁のMAD BLANKEY勢に漸く一矢報いた。その後2014年に入ってもツインゲート防衛を重ねている。

#### 狙われた鷹木信悟
2014年7月には試合に敗北しパンチパーマになった富永千浩をおちょくった所、富永が逆上し「パンチ富永」となってMAD BLANKEY入り。新たな因縁が勃発した。

#### B×Bハルクとの死闘
11月23日、ハルクと富永の試合後に乱入、勝手に襲いかかってきた富永を一蹴しハルクの持つドリームゲートに挑戦表明する。
そして12月28日、鷹木は福岡国際センターでハルクと死闘を繰り広げるがハルクのファースト・フラッシュで敗北。ハルクとのシングル戦では四度目の敗北になった（一度目はハルクがデビューしたての頃、二度目は他国でのオープン・ザ・フリーダムゲート選手権試合、三度目はハルクがヒールになったばかりの頃である）。

#### MONSTERとの決別 - 新ユニット結成へ
2015年8月16日にオープン・ザ・ドリームゲート王座の3度目の戴冠に成功。それと同時に不協和音の続いていたMONSTER EXPRESSから孤立。
8月30日、解散したMAD BLANKEYの残党と結託（K-ness.とパンチ富永は除く。更にKotokaやEitaとも結託）。9月23日に新ユニット「VerserK」として本格始動（吉野と戸澤はモンスターを裏切ったと言っているが鷹木本人は「正義に基づいた革命」と言い否定している）。

#### 4度目のオープン・ザ・ドリームゲート王者 - 金網サバイバルマッチ
2016年2月14日、博多でススムにドリームゲートを奪われるが、3月6日にススムからドリームゲートを奪い返し、VerserK強制離脱を免れた。しかし、2月14日の対ススム戦でYAMATOの塩攻撃が誤爆して以来、YAMATOと仲間割れする。
3月6日にドリームゲートのベルトを奪い返した後にVerserKメンバー全員と握手を交わすが、それでもYAMATOとは仲直りができなかった。
そして、3月21日に斎藤"ジミー"了との初防衛戦に勝利した後は、完全にVerserKは鷹木派とYAMATO派に分かれてしまうと（この時点で鷹木派は鷹木とKotoka、YAMATO派はYAMATOと土井と谷嵜になった。サイバーはこの時点では不明。問題龍は中立）、5月5日の愛知県体育館大会でVerserKのメンバー同士による金網サバイバルマッチが決定。
5月5日、愛知県体育館大会メインの金網マッチにてYAMATO派にいた土井と谷嵜が裏切り鷹木派と結託。最終的にYAMATOはエスケープに成功するも、ユニットからYAMATOを追放した。
7月24日、YAMATOとドリームゲート戦を行い、ドリームゲート王座を失った。
2018年、全日本プロレスのチャンピオンカーニバルに出場。開幕戦で当時の三冠王者であった宮原健斗を破り、自分よりも遥かに体格が大きい対戦者たちにも一歩も引かずに闘い、ブロック2位タイと奮闘し高い評価を得た。
2018年7月22日に、吉野正人の持つオープン・ザ・ドリームゲート王座に挑戦するも敗北する。
2018年9月9日の、仙台大会終了後に10月8日博多スターレーン大会にて、ドラゴンゲートを退団することを発表する。
2018年9月24日、大田区総合体育館でのKAIとのシングルマッチをおこなうが、敗北する。
10月7日、博多スターレーン大会で、同期で幾多もの名勝負を繰り広げたライバルB×Bハルクと対戦し敗北。14年間所属したDRAGON GATEのマットを降りた。

### 新日本プロレス

#### 2018年
2018年10月8日、新日本プロレス両国大会に登場し内藤哲也からロス・インゴベルナブレス・デ・ハポンの新メンバーと紹介された。
11月3日、大阪府立体育会館にてBUSHIと組み、ジュニアタッグリーグの決勝戦3wayに挑むも、金丸組がROPPONGI 3Kに敗れたため、優勝を逃した。

#### 2019年
1月4日、東京ドーム大会で金丸義信&エル・デスペラードの保持するIWGPジュニアタッグ王座を奪取し、第58代王者組となる（パートナーはBUSHI）。
2月3日、北海道立総合体育センターで行われたIWGPジュニアタッグ選手権試合では挑戦者組の金丸&デスペラード組との一進一退の両者譲らぬ攻防の末、18分4秒にリベリオンで金丸をピンフォール。第58代王者組が初防衛に成功。
しかし3月6日、大田区総合体育館大会でSHO&YOHにBUSHIが3Kでピンフォールを奪われ敗北。同王座から陥落 した。
5月13日より開幕したBEST OF THE SUPER Jr.26では、初出場ながらAブロック9戦全勝で優勝決定戦に進出。しかし6月5日に両国国技館で行われた優勝決定戦ではウィル・オスプレイに敗北し、準優勝となった。
7月6日より開幕したG1 CLIMAX29にもエントリーし、ジュニアヘビー級ながら矢野通、タイチ、石井智宏、後藤洋央紀を倒して4勝を挙げる。また最終公式戦後にヘビー級転向を表明した。

#### 2020年 - 史上初のNEVER 無差別級タイトル二冠王者
2020年1月5日、東京ドーム大会の第0試合でガントレットマッチ方式で行われたNEVER無差別級6人タッグ選手権試合にEVIL、BUSHIと組んで勝利し、NEVER無差別級6人タッグ王座を奪取。翌6日の大田区総合体育館にてEVILと組んで石井智宏、後藤洋央紀とタッグマッチで戦い、5日にNEVER無差別級王座を獲得した後藤を鷹木式GTRからラスト・オブ・ザ・ドラゴンで沈めると、マイクでNEVER王座への挑戦及び同タイトルの価値の向上を高らかに宣言。
2月1日、北海きたえーるで行われた「THE NEW BEGINNING in SAPPORO」で後藤とNEVER無差別級王座のタイトルマッチで対戦。互いに一歩も譲らない打撃戦を展開し、久々にSTAY DREAMを繰り出すなどして後藤を追い込むも後藤の昇天・改を浴び、さらには頭突き合戦でペースを掴まれる。しかし正調GTRを切り返してのMADE IN JAPANで再度流れを掴み、最後はラスト・オブ・ザ・ドラゴンで快勝しNEVER無差別級王座を初挑戦にして初戴冠した。なお、これが新日本における鷹木のシングル王座初戴冠となり、加えて鷹木はNEVER無差別級6人タッグの王座を保持していたため、史上初のNEVER無差別級二冠王者となった。
2月20日、後楽園ホール大会で石井智宏を相手にNEVER無差別級王座の防衛戦を行う。エルボーや逆水平、ラリアット、バックドロップなど古典的な技の応酬で体力を削り合い、途中で石井の雪崩式ブレーンバスターを受けて窮地に追い込まれるも、最後は垂直落下式ブレーンバスターを鷹木式EVOで切り返すと、鷹木式GTR、パンピングボンバーと畳み掛けてからラスト・オブ・ザ・ドラゴンでピンフォールを取り、初防衛に成功。
6月22日に行われた「NEW JAPAN CUP 2020」の1回戦でSHOと対戦（第三試合）。序盤から気迫のこもった白熱の展開だったが最後はSHOのショックアローが決まり、1回戦敗退。7月12日、大阪城ホールでSHOを退けNEVER無差別級王座を防衛しNJCのリベンジを果たす。7月25日、愛知県体育館でエル・デスペラードを退けNEVER無差別級王座を防衛。「（お前らには）愛しさと切なさと心強さが、お前らには足りねえんだよ」とコメントを残した。
7月31日、EVILのバレットクラブ加入を受けて、NEVER無差別級6人タッグ王座は返上となり、第21代王座決定トーナメントにBUSHI、SANADAと共に出場。8月6日、1回戦にて鈴木みのる、エル・デスペラード、DOUKI組と対戦し勝利。この試合で鈴木みのるとの抗争が始まり、明治神宮野球場大会にてNEVER無差別級王座のタイトルマッチが決定した。8月8日、準決勝にてオカダ・カズチカ、矢野通、SHO組と対戦し、BUSHIのリングアウト負けで敗退した。
8月29日、明治神宮野球場にて鈴木みのるとNEVER無差別級王座を懸けて対戦。一進一退のバチバチファイトを鈴木が制し、鷹木は王座から陥落した。
9月、G1 CLIMAX30に出場。試合は4勝5敗と負け越したものの、後に優勝する飯伏幸太に勝利したり、オカダ・カズチカとの初シングルで凄まじい闘いを繰り広げ、最終戦で鈴木みのるへのリベンジに成功したりと好勝負を連発した。
11月7日、G1で鈴木に勝利したことから、NEVER無差別級王座へのダイレクトリマッチが決定。試合は18分56秒ラスト・オブ・ザ・ドラゴン→片エビ固めで勝利。第31代王者に返り咲いた。
11月15日、WORLD TAG LEAGUEにSANADAとのタッグでエントリー。IWGPタッグ王者組に勝利するも、藤沢大会でデビッド・フィンレー、最終戦福岡大会でジェフ・コブからフォールを取られてしまう。結果、5勝4敗と好成績を残すもリーグ敗退となった。その後、12月11日の日本武道館大会にてSANADAとのタッグでEVIL＆高橋裕二郎に勝利後、ジェフ・コブが現れ、ツアー・オブ・ジ・アイランドを喰らってしまい、屈辱的な王座挑戦をアピールされた。

#### 2021年 - IWGP世界ヘビー級王座戴冠
1月5日、東京ドーム2連戦2日目の第3試合にてジェフ・コブを相手に初防衛に成功する。翌6日、次期挑戦者に棚橋弘至を指名。そして1月30日の愛知県体育館大会でタイトルマッチが決定した。また、これが棚橋弘至との初シングルとなった。
1月30日、愛知県体育館にて棚橋弘至とのタイトルマッチを行う。35分越えの死闘を戦うも、最後はハイフライフローに敗れ王座から陥落してしまう。
3月、NEW JAPAN CUP 2021にエントリー。1回戦で2度優勝経験のあるオカダ・カズチカ、2回戦で3度優勝経験のある後藤洋央紀、準々決勝で第1回NEW JAPAN CUP USA優勝のKENTA、準決勝で前年度優勝のEVILを立て続けに倒していき、初の決勝進出を果たす。そして決勝戦の対戦相手は過去2度シングルで激突したウィル・オスプレイに決まった。決勝戦ではこれまでのシングルマッチをさらに超えたハイレベルな攻防を繰り広げるも、最後はストームブレイカーに敗れ、準優勝となった。
4月4日、第2代IWGP世界ヘビー級王者となったオスプレイに次期挑戦者に指名されたオカダ・カズチカが喋る寸前にリング上に乱入し、準優勝かつオカダを倒している自分こそが挑戦者に相応しいとアピール。この結果、5月4日の福岡大会にてオスプレイと鷹木のタイトルマッチが決定し。5月29日の東京ドーム大会でオスプレイvs鷹木の勝者がオカダを相手に防衛戦を行うという形に正式決定した（後に東京ドーム大会は中止に、この王座戦と中止になった）。
5月4日、福岡国際センターにてオスプレイを相手にIWGP世界ヘビー級王座初挑戦。オスプレイと対戦。試合は44分を超える壮絶な戦いを繰り広げるも、最後はストームブレイカーで敗北。王座戴冠とはならなかった。なお、勝利したオスプレイはこの試合で首を負傷、後日王座を返上した。
6月7日、先述の理由により、大阪城ホール大会で行われた第3代IWGP世界ヘビー級王者決定戦でオカダに勝利し、念願のIWGP世界ヘビー級王座初戴冠を果たす。
7月25日、東京ドーム大会で棚橋を破り初防衛に成功（当初の挑戦者は飯伏幸太であったが、飯伏が誤嚥性肺炎により欠場となったため棚橋に変更された）。しかし、試合後にEVILに襲撃され、9月5日の西武ドーム大会でのIWGP世界ヘビー級選手権が決定した 。
8月に新型コロナウイルスに感染していたが9月5日に復帰。
9月、IWGP世界ヘビー級王者としてG1CLIMAX31に出場。
11月6日、IWGP世界ヘビー級選手権試合でザック・セイバーJr.と対戦。30分越えの死闘の末、王座を3度目防衛に成功する。

#### 2022年

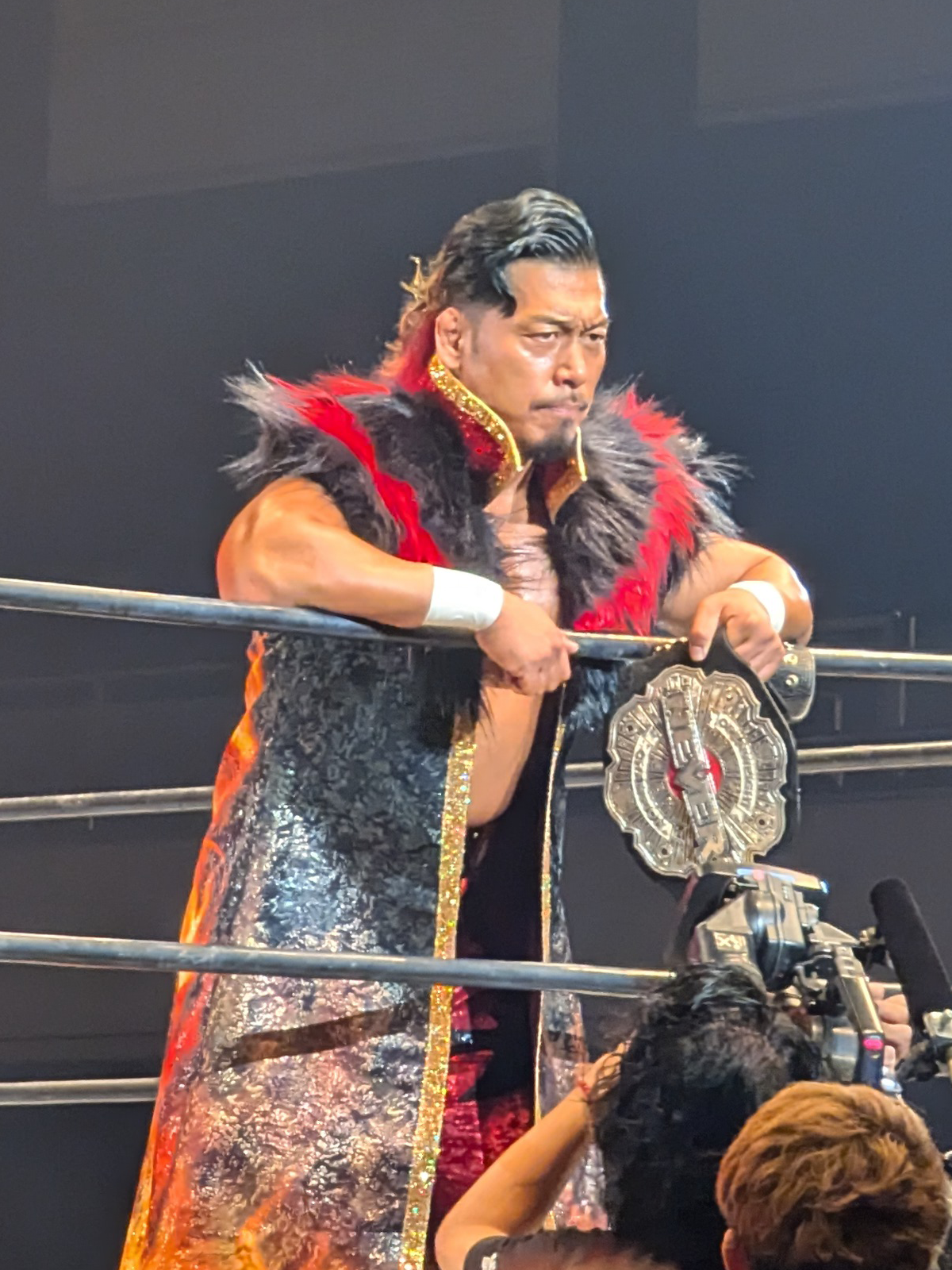
第46代NEVER無差別級王座戴冠中(2024-11-04)

1月4日、IWGP世界ヘビー級選手権試合でオカダと対戦。4度目の防衛に失敗した。
3月、NEW JAPAN CUP 2022にエントリー。準々決勝では同門の高橋ヒロムを倒すも、続く準決勝でザック・セイバーJr.に敗れて敗退した。
4月16日、後楽園ホール還暦祭に出場。
4月25日、指名される形でタイチが保持するKOPW2022に挑戦。タイチ提案の「30カウントピンフォールマッチ」が採用され、一時は１カウントで敗北というところまで追い詰められるも、二度目のラスト・オブ・ザ・ドラゴンで合計30カウントを獲得し、KOPW2022のトロフィーを奪取した。
5月1日、レスリングどんたく・福岡ドーム大会に出場。BUSHI・越中詩郎と一夜限りのドリームタッグを結成するも、タイチから直接ピンフォール負けを喫した。

#### 2025年
4月24日、広島サンプラザホール大会のスペシャルタッグマッチで辻陽太と組み海野翔太、上村優也と対戦し海野から勝利。
5月3日、福岡国際センター大会のスペシャルシングルマッチで海野翔太から勝利。

## 得意技
ラスト・オブ・ザ・ドラゴン
小橋建太のバーニングハンマーをモデルにした技。
バーニング・ドラゴン
リストクラッチ式デスバレーボム、もしくは変形バーニングハンマー。キャリア初期には「ラストファルコニー」という名称で使用していた。
熨斗紙。

## タイトル歴
新日本プロレス
- IWGP世界ヘビー級王座 : 1回（第3代）
- IWGPジュニアタッグ王座 : 1回（第58代）

（パートナーはBUSHI）
- NEVER無差別級王座 : 5回（第29,31,41,44,46代）

最多通算防衛記録保持者。
- NEVER無差別級6人タッグ王座 : 1回（第20代）

（パートナーはEVIL&BUSHI）
第29代NEVER無差別級王座との2冠。
- KOPW2022 : 1回（第4代）
- KOPW2023 : 1回（初代）

プロレスリング・ノア
- GHCジュニアヘビー級タッグ王座 : 1回（第8代）

（パートナーはB×Bハルク）
DRAGON GATE
- オープン・ザ・ドリームゲート王座 : 4回（第9,15,22,24代）
- オープン・ザ・ツインゲート王座 : 5回（第8、11、22、25、31代）

パートナーは順にYAMATO、サイバー・コング、YAMATO、YAMATO、戸澤陽
- オープン・ザ・トライアングルゲート王座 : 5回（第14、17、18、22、60代）

（パートナーは1、2度目：B×Bハルク＆サイバー・コング/3度目：Gamma＆YAMATO/4度目：ドラゴン・キッド＆岩佐拓/5度目：吉田隆司＆エル・リンダマン）
- オープン・ザ・お笑いゲート王座 : 1回（第31代）
- KING OF GATE 優勝（2010年）
- Summer Adventure Tag League 優勝 （2009年）（パートナーはYAMATO）

wXw
- 16 カラット・ゴールド・トーナメント 優勝（2009年）

ROH
- ROH世界タッグ王座

（パートナーは土井成樹）
プロレス大賞
- 技能賞（2008年）
- 最優秀選手賞 MVP（2021年）

## 入場曲
- LEGEND FALCONRY
- KAMIKAZE SOUL / 英二（鷹木本人も作詞に関わっている）[29][リンク切れ]
- Rising Dragon（新日本プロレスに参戦は2018年10月8日 - 現在まで使用）※NEW JAPAN CUP2021以降はイントロなどが変更された別ver.を使用

## 決め台詞
- 「龍の如く駆け昇っていくぞ」

試合後のマイクパフォーマンスの締めで使う決め台詞。
- 「イエスかハイで答えろ」

ベルトへの挑戦表明をするときなど対戦を迫る時に使う。
- 「キタキタキターッ！！」

主に試合が佳境に入った際に発する雄叫び。
- 「拍手ーッ！！」

コロナ禍で声援が送れない時期に、客に拍手を促すために叫んでいた。

## その他
- モットーである「我道驀進」は入場コスチュームの背中に記されており、現在のブログ名にもなっている。しかしその性格は衝突を招きやすく、B×Bハルク、YAMATO、パンチ富永など多くの因縁を抱える[6][7]。
- 後ろ髪がトレードマークであり、デビューしてから一度も切っていなかった。この独特のヘアースタイルを自らパンピング・ヘアーと名付けており、側頭部の模様もタイトルマッチなど、何らかのイベントに合わせて変更していた。しかし2009年に起こった動物虐待騒動のけじめとして自ら頭を丸めた。
- なぜか火野裕士とKAZMA SAKAMOTOからライバル視されている。火野とは「どっちの背筋が凄いか」で争っていた。
- アメリカ遠征中にヒゲを蓄えたのは、相手に新人と思われるのが嫌でワザと老け顔にしたらしい。
- 出身は山梨だが、Blood Generationに所属したとき鷹木以外のメンバーが全員関西出身で加入条件のひとつが「関西人」であったため、住民票を神戸に移した。しかし2010年末の肩の負傷による長期欠場を機に、リハビリ等の兼ね合いから東京へ住居を移している。DRAGON GATEでは他に望月成晃、新井健一郎らが同様に東京を拠点としている。
- 2014年2月に関東地方を襲った大雪では、交通機関の麻痺で故郷の山梨県に足止めされ試合を欠場してしまった。滞在中は体力を生かして雪掻きをこなした[30]。その後の興行では罰ゲームでヨースケ♡サンタマリアとのシングルと言う罰ゲームマッチを行った。
- 長渕剛のファンである。
- スターバックス好きを公言している。
- 幼稚園時にドアのガラスに頭から突っ込み、小学校時はコンセントにキーホルダーを差し込んで感電する等、幼少の頃より負けん気の強いトンパチな性格であったと語っている。
- 影響されたレスラーは大仁田厚、2014年5月のデビュー10周年記念の山梨大会では、吉野正人・戸澤陽とタッグを組み、大仁田厚・田中将斗・ドラゴン・キッドの元FMWタッグとの6人タッグマッチを戦ったほか[31] 2014年11月には大仁田とタッグで、2017年7月には対戦相手としてそれぞれ電流爆破デスマッチを経験している。
- デビュー当初は筋肉バカのイメージが強く、吉野正人（当時：YOSSINO）をBlood Generationに加入させるかどうかをCIMAに問われたときも「とにかく、これだよ! これ!」と言って、なぜかマスキュラーポーズをするという不可解なことをしていた。
- 高校時代に柔道部主将の時、関東大会出場を果たした。これは柔道部に対する部費が小額だったため、部費の値上げを求めたところ、生徒会を指導する教師が関東大会出場を条件にした影響が多いからである。なお高校時代、部活中プロレス技を練習したり、学園祭にて柔道部全員参加のプロレスの余興を行うほど当時からプロレス好きだった。
- DRAGON GATE在籍時代には、毎年1月4日に行われる新日本プロレスの東京ドーム興行を、自腹で観戦していた。
- 新日本プロレス参戦後、BEST OF THE SUPER Jr.決勝までは自身がピンフォール、タップを奪われておらず、8ヶ月間は無敗を誇っていた。
- IWGP世界ヘビー級王座を戴冠した際に古巣であるDRAGON GATEの所属選手の多くがSNS上で祝福をした。基本的にDRAGON GATEは退団した選手に対してあまり言及をしないため異例とも言える反応である。これについては鷹木本人も喜びのコメントを残している。
- マイクパフォーマンスが盛んであるDRAGON GATE時代には取り立てて言われることはなかったが、現在加入しているL.I.Jの中では異質とも言える程非常に饒舌であり、生中継等にゲスト解説として招かれることも多い。
- 2018年3月17日にBS-TBSで放送されたサタデードキュメント「我道驀進～鷹木信悟の挑戦～」（制作：UTYテレビ山梨）では、鷹木自身の貴重な私生活や練習風景など、長期にわたる密着取材の様子が見られた。[32]
- 理想の女性として水卜麻美を挙げている。コロナ禍で朝のニュース番組を見る機会が多くなり、彼女を見るたびに癒されたという。このエピソードは東京スポーツ2022年1月21日付の1面に「鷹木告白　水トアナと結婚　したいなぁ」という見出しで掲載された[33][34]。その後、2023年3月に水トが中村倫也との結婚を発表、鷹木は水トとの面識すらないまま「失恋」する形となった[35]。「紙面プロポーズ」を覚えていた知人から連絡が殺到し、恥ずかしい思いをしたという。